# Docimodus evelynae
Docimodus evelynae är en fiskart som beskrevs av David H. Eccles och Lewis, 1976. Docimodus evelynae ingår i släktet Docimodus och familjen Cichlidae. IUCN kategoriserar arten globalt som livskraftig. Inga underarter finns listade i Catalogue of Life.